# Love Me (chanson de Lil Wayne)
Singles de Lil Wayne
She Don't Put It Down
(2012) Karate Chop
(2013)
Singles par Drake
Poetic Justice
(2013) Right Here
(2013)
Singles par Future
Neva End
(2012) Bugatti
(2013)
Love Me est une chanson du rappeur américain Lil Wayne extraite de son dixième album studio, I Am Not a Human Being II. Il s'agit du troisième single de l'album sorti le 18 janvier 2013 en téléchargement digital. La chanson produite par Mike Will Made It est en collaboration avec les rappeurs Drake et Future. Le single s'est vendu à plus de 1 000 000 exemplaires aux États-Unis et certifié disque de platine par la RIAA.

## Classement et certifications

### Classement hebdomadaire
| Classement (2013)               | Meilleure position |
| ------------------------------- | ------------------ |
| Australie (ARIA)                | 92                 |
| Belgique (Flandre Ultratip 100) | 3                  |
| Belgique (Wallonie Ultratip 50) | 3                  |
| Canada (Hot 100)                | 49                 |
| États-Unis (Hot 100)            | 9                  |
| États-Unis (R&B/Hip-Hop Songs)  | 4                  |
| États-Unis (Rap Songs)          | 3                  |
| France (SNEP)                   | 27                 |
| Pays-Bas (Single Top 100)       | 79                 |
| Royaume-Uni (UK Singles Chart)  | 44                 |
| Royaume-Uni (UK R&B Chart)      | 9                  |
| Suisse (Schweizer Hitparade)    | 72                 |

### Certifications
| Pays       | Certification | Ventes certifiées |
| ---------- | ------------- | ----------------- |
| États-Unis | Platine       | 1 000 000         |

## Historique de sortie
| Country     | Date            | Format                 | Label                   |
| ----------- | --------------- | ---------------------- | ----------------------- |
| États-Unis  | 18 janvier 2013 | Téléchargement digital | Young Money, Cash Money |
| Royaume-Uni | 30 janvier 2013 | Téléchargement digital | Young Money, Cash Money |